# Małżeństwo na złość
Małżeństwo na złość – amerykański niemy film komediowy z 1929 roku.

## Treść[1]
Sprzątacz Elmer zakochuje się w aktorce scenicznej Trilby Drew. Stara się być obecny na każdym jej przedstawieniu. Kiedy ukochany gwiazdy porzuca ją i zaręcza się z inną, Trilby, żeby zrobić mu na złość, wychodzi za mąż za Elmera, którego bierze za milionera. Sytuacja komplikuje się, kiedy prawda wychodzi na jaw.

## Obsada
- Buster Keaton – Elmer Gantry
- Dorothy Sebastian – Trilby Drew
- Edward Earle – Lionel Benmore
- Leila Hyams – Ethyl Norcrosse
- William Bechtel – Nussbaum
- John Byron – Scarzi